# ويلارد أميس هولبرووك جونيور
ويلارد أميس هولبرووك جونيور (بالإنجليزية: Willard Ames Holbrook, Jr.)‏ هو عسكري أمريكي، ولد في 31 مايو 1898 في Fort Grant, Arizona ‏ في الولايات المتحدة، وتوفي في 1 يوليو 1986 في نيويورك في الولايات المتحدة.